# روستيست

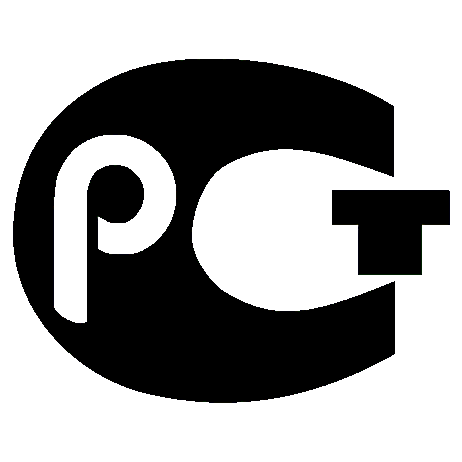

روستيست (بالإنجليزية: Rostest)‏ وهي أكبر منظمة للتقييسات العملية والتصديق على المناطق في الاتحاد الروسي.
ويتمثل الهدف الرئيسي للمنظمة في مراقبة المعايير الحكومية التي تهدف إلى ضمان الحفاظ على اتساق القياسات في الصناعة والرعاية الصحية وأنظمة الاتصالات والتجارة والدفاع العسكري وحساب الموارد فضلًا عن حماية البيئة والأنشطة الاقتصادية الأخرى.

## نشاطات
يقوم المختصون في روستست بفحص ومعايرة واختبار وسائل قياس مختلفة للموافقة على النوع والتحقق من معدات الاختبار بالإضافة إلى طرق إجراء القياسات.

## التصديق فيروسيا
لاستيراد وبيع السلع في روسيا من الضروري وضع وثائق تصديق متساهلة بما في ذلك شهادات المطابقات وإعلان المطابقات وخطابات الرفض. الهدف الرئيسي من روستيست هو وضع وثائق التصديق المتساهلة. وتشمل المؤسسات التي تتعاون مع روستيست في روسيا: التنظيم التقني الروسي، وزارة حالات الطوارئ (MES)، الإشراف على حقوق المستهلك الروسي، معهد الأبحاث الروسي للتصديق. وعند الحصول على الشهادات الروسية اللازمة يحصل أي مصنع أجنبي على ميزة عن الشركات المصنعة الأخرى حيث يمكنهم تقديم منتجاتهم بالوثائق اللازمة وبالتالي توفير أموال الموزعين؛ حيث أنه في السابق كان على الموزعين والمشترين الروس للمنتجات الأجنبية أن يضعوا وثائق التصديق، وفي الوقت الحالي فإن معظم العملاء الروس يرغبون في شراء المنتجات التي لديها بالفعل جميع الشهادات الروسية اللازمة. ويتعاون مركز روستيست للتصديق مباشرة مع الشركات المصنعة ويضع الشهادات وفقًا لخطط إصدار الشهادات المختلفة مثل وضع الوثائق لسلسلة من المنتجات. ويسمح هذا النظام بنقل نسخة من الشهادة لأي مشترِ أو موزع روسي.

## مهمة روستست
في أوائل التسعينيات تم تأسيس واحدة من الأجهزة الأولى للحصول على شهادة من المنتجات والخدمات وأنظمة الجودة ضمن نظام شهادة إلزامية استنادًا إلى روستست في موسكو. وتثبت الشهادة في نظام إصدار الشهادات الإلزامي (OCS) سلامة السلع والخدمات للناس والبيئة. وهذا النوع من الشهادات ضروري لاستيراد وبيع المنتجات في أراضي الاتحاد الروسي. وتمتلك روستيست أيضًا أحد أكبر مراكز الاختبار في أوروبا حيث يتم إجراء اختبار للمنتجات والأجهزة المنزلية والسلع الاستهلاكية لضمان جدواها وجودتها وفقًا لمتطلبات المعايير الروسية فضلاً عن المعايير الدولية.

## الكفاءة
تمتلك المنظمة قاعدة اختبار حديثة مجهزة بأحدث المعدات. كما تتعاون روستيست بنشاط مع مراكز الاختبار والمختبرات المتميزة في روسيا وكذلك في الخارج. في مختبرات روستست يقومون بإجراء اختبارات في مجال الشهادة الإلزامية والطوعية من أجل إثبات سلامة وجودة المنتجات وفقا للوثائق المعيارية.